# Gefecht bei Bir el Harmat
Koordinaten: 31° 37′ 0″ N, 23° 28′ 0″ O
Das Gefecht bei Bir el Harmat ist auch als Schlacht ohne Namen bekannt und fand vom 2. bis 11. Juni 1942 in der libyschen Wüste zwischen jüdischen Freiwilligen der britischen 8. Armee und dem Deutschen Afrikakorps, der deutschen Luftwaffe sowie der italienischen Armee statt. Es war wie die unweit zeitgleich stattfindenden Schlacht von Bir Hakeim ein erfolgreiches Verzögerungsgefecht der Alliierten im Afrikafeldzug.

## Ausgangslage
Bir el Harmat lag im Bereich der Gazala-Linie, die von den Alliierten mit einer Reihe stark befestigter Abwehrstellungen (sogenannte Boxen) zur Abwehr eines gegnerischen Vorstoßes verstärkt worden war. Der Ort selbst befand sich etwa zwölf Kilometer nördlich der von den Freifranzosen gehaltenen Oase Bir Hakeim, die jüdische Stellung lag etwa auf halber  Strecke zwischen Bir el Harmat und Bir Hakeim. Die etwa 400 jüdischen Soldaten (zionistische Freiwillige aus Palästina) unter Befehl von Major Felix Liebmann waren dort seit Mai 1941 mit Minenlegearbeiten beschäftigt und daher nur leicht bewaffnet. Am 26. Mai 1942 startete Generaloberst Erwin Rommel in der Kyrenaika die Unternehmen Theseus mit dem Ziel, Tobruk und El Alamein zu erobern und damit den Krieg in Nordafrika für die Achsenmächte eine entscheidende Wendung zu geben.

## Verlauf

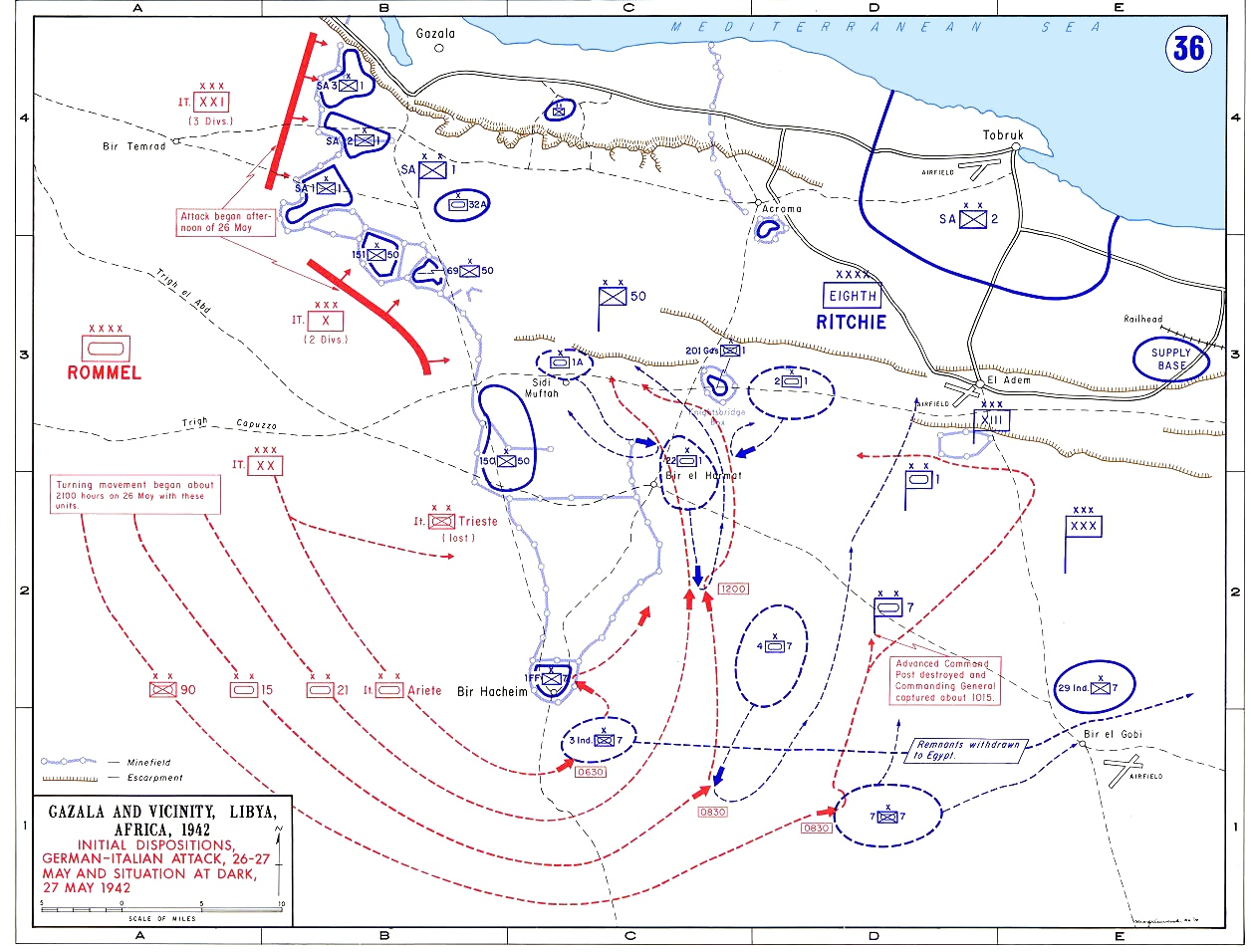
Operationskarte Bir Hakeim, Bir el Harmat und Tobruk

Am 2. Juni 1942 tauchte eine deutsche Panzerkolonne vor Bir el Harmat auf und forderte die Verteidiger zur Kapitulation auf. Liebmann lehnte ab, und wenige Stunden später bombardierten deutsche Ju 87-Sturzkampfbomber die jüdischen Stellungen. Da Liebmann keinerlei Flugabwehrgeschütze zur Verfügung hatte, erlitten seine Männer schwere Ausfälle. Bis zum 4. Juni griffen ständig Panzer Fiat M13/40 der italienischen Division Ariete an. Einige davon blieben in den Minenfeldern liegen, aber letztlich gelang ihnen der Einbruch ins Zentrum der jüdischen Stellung. Da auch keine Panzerabwehrwaffen vorhanden waren, mussten sie mit Molotowcocktails ausgeschaltet werden.
Der Funkkontakt zum Kommando der britischen 8. Armee riss ab, und die Achsenkräfte setzten ihre Panzerangriffe am 5. und. 6. Juni fort. Auch diese blieben ohne Erfolg, da die Verteidiger sich nun noch fester eingegraben hatten. Ab dem 7. Juni versuchten die Angreifer, den Widerstand durch Artilleriebeschuss und weitere Luftangriffe zu brechen, doch die jüdischen Soldaten kämpfte verbissen und gaben trotz Wassermangel nicht auf. Erst nachdem das britische Oberkommando am 10. Juni die Räumung der Stellung befohlen hatte, zogen die Verteidiger in der Nacht des Folgetages ab und stießen bei Qasr el Abid zu den britischen und freifranzösischen Verbündeten. Sie hatten drei Viertel ihrer Leute verloren.
Der französische Brigadegeneral Kœnig erfuhr erst jetzt durch Liebmann, dass einer alliierten Einheit in unmittelbarer Nähe das gleiche Schicksal wie den Soldaten seiner Brigade bei Bir Hakeim widerfahren war, wusste aber nicht um deren Nationalität. Als Liebmann ihm erzählte, dass sie Juden aus Palästina seien und aufgrund britischer Direktiven nicht unter eigener Flagge kämpfen durften, befahl der General ihm, diese trotzdem zu hissen und entbot ihr den militärischen Gruß.

## Folgen
Rommel hatte hier wertvolle Zeit vertan, so dass die Alliierten ihren Rückzug ordnen konnten. Dennoch ging Tobruk verloren, doch bei El Alamein konnte sein Vorstoß zum Stehen gebracht werden. Rommels letzter Versuch, den Krieg in Nordafrika nachhaltig für die Achsenmächte zu entscheiden, war damit nicht zuletzt am entschlossenen Widerstand einiger freifranzösischer und jüdischer Freiwilliger gescheitert.
In dem Gefecht bestanden jüdische Soldaten auch ihre erste Feuertaufe gegen eine reguläre Armee, nachdem sie sich zuvor bereits im Guerillakrieg oder bei der Kampfunterstützung bewährt hatten. Dies trieb nicht nur die Schaffung einer selbständigen jüdischen Brigade im britischen Heer voran, sondern hatte auch hohe Symbolkraft für die zionistische Bewegung.